# Határtalan szerelem
A Határtalan szerelem az RTL+ egzotikus reality műsora, amelyben külföldön élő vállalkozók keresik a szerelmet. A műsor 2025. május 5-én indult a hollandiai B&B of Love formátum alapján, műsorvezetője Köllő Babett.

## Története
2025. január 6-án az RTL Magyarország a sajtóközleményén bejelentette, hogy 2025-ben jön a Határtalan szerelem. 2025. február 25-én bejelentették, hogy a párkereső reality műsorvezetője Köllő Babett lesz. 2025. április 16-án bejelentették a műsor kezdési időpontját.

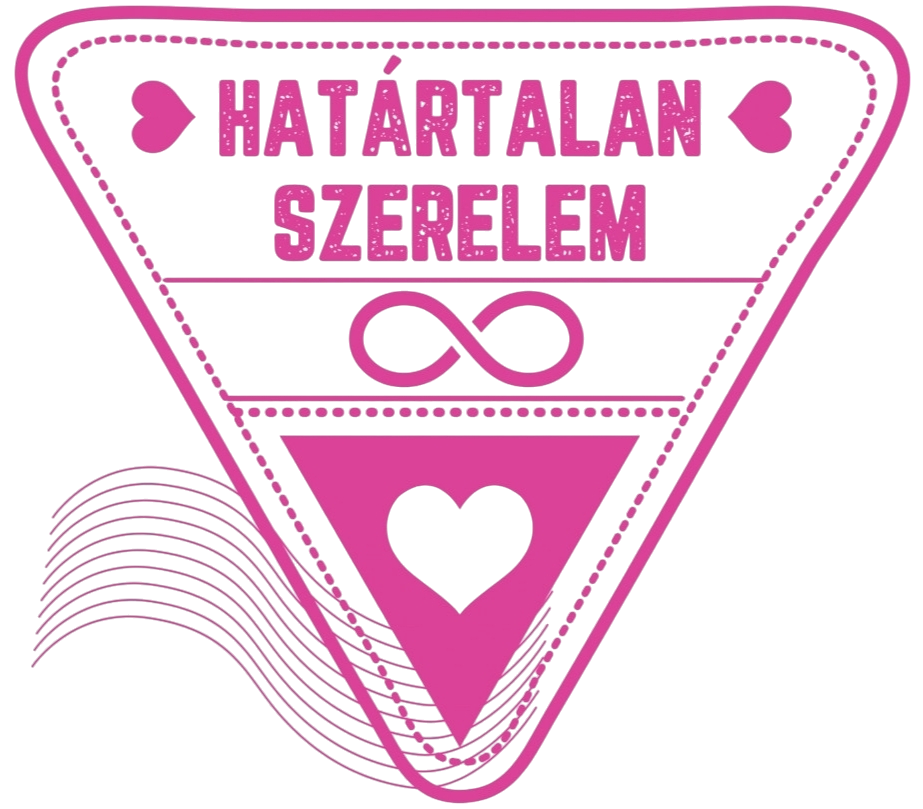
A logó másik változata.

## A műsor menete
A realityben hat egyedülálló, külföldön élő magyar vállalkozó párkeresését követhetjük nyomon a világ különböző pontjain.

## Évadok
| Évad | Évad | Részek száma | Részek száma | Eredeti sugárzás | Eredeti sugárzás | Eredeti adó |
| Évad | Évad | Részek száma | Részek száma | Évadbemutató     | Évadzáró         | Eredeti adó |
| ---- | ---- | ------------ | ------------ | ---------------- | ---------------- | ----------- |
|      | 1.   | 20           | 20           | 2025. május 5.   | 2025. május 30.  |             |

## Vállalkozók

### 1. évad
| Vállalkozó neve | Életkor | Lakóhely                 | Végső kiválasztott    | Együtt vannak? |
| --------------- | ------- | ------------------------ | --------------------- | -------------- |
| Rácz Niki       | 48      | Florida, Fort Lauderdale | Dodek Johnny          | Igen           |
| Oravec Ticiána  | 48      | Spanyolország            | Molnár Endre Péter    | Nem            |
| Jenei Ági       | 38      | Málta                    | Bene Tomi             | Nem            |
| Perness Norbert | 45      | Kanári-szigetek          | Antal Eszter          | Nem            |
| Balla Zsolt     | 44      | Florida, Miami           | Révész Barbi          | Nem            |
| Lajkó Norbi     | 35      | Bali                     | mindenkit elutasított | Nem            |